# Monumento a Cervantes de Mar del Plata
El Monumento a Cervantes, de la ciudad de Mar del Plata, Argentina, es un monumento creado por el escultor argentino Hidelberg Ferrino (Maipú, 15 de marzo de 1923, - Mar del Plata, 14 de septiembre de 1997) en conmemoración a los 100 años de la ciudad. La obra fue encargada por la tienda "Los Gallegos", con patrocinio de Martín Navarro y José Vicario. El municipio, permitió a Ferrino elegir su ubicación, seleccionando la plaza España (boulevard Marítimo y avenida Libertad) frente al mar en el barrio de La Perla.

## Ubicación y significado
Ferrino priorizó emplazar sus obras en lugares icónicos. Este monumento, situado en una entrada al centro de la ciudad, sirve como punto de referencia geográfica y cultural. Su posición estratégica lo vincula con el paisaje marítimo y el tejido urbano.  

## Importancia cultural

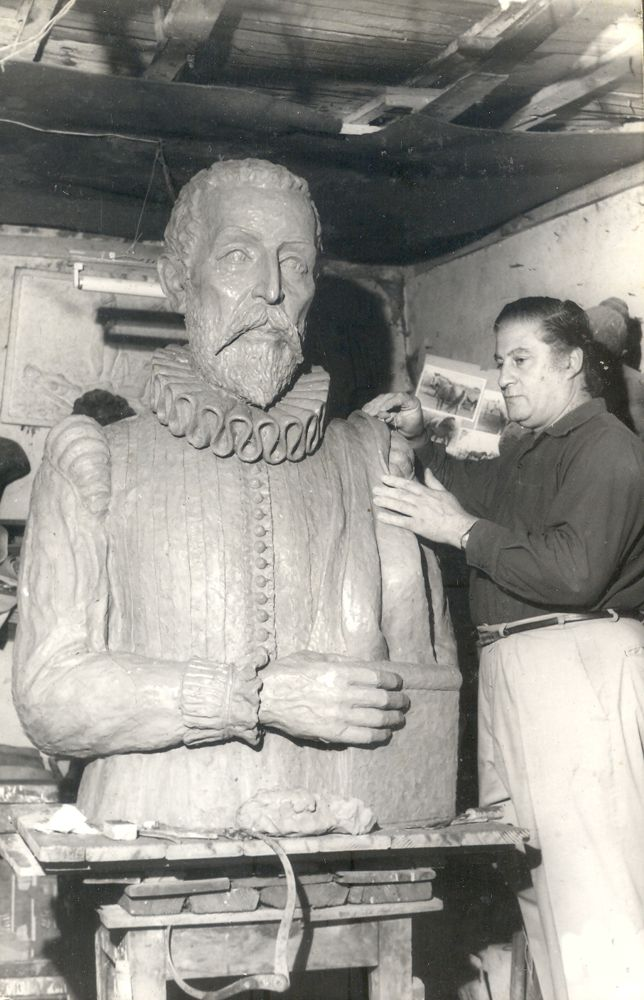
Ferrino modelando en arcilla el busto de Cervantes.

Desde su creación, el Monumento a Cervantes es el sitio preferido para fotografías artísticas de bodas y cumpleaños de 15. Llena de poesía, esta obra presenta infinidad de puntos de vista que permiten lograr tomas de gran calidad fotográfica.
Es una postal marplatense que, desde su esquina, representa a la ciudad ante el mundo entero. Tan importante es este lugar que la entidad "CID CAMPEADORIANOS DEL MUNDO", con sede en Buenos Aires, luego de estudiar varias propuestas para la instalación del Monumento al Cid Campeador en la Ciudad de Mar del Plata aconsejó al Centro de Castilla y León ubicarlo también en Plaza España. Otro monumento ecuestre en las inmediaciones aportará una impronta tanto cultural como estética a este hermoso y bien conservado espacio.